# Jeanne Berta Semmig
Pour les articles homonymes, voir Berta.
Jeanne Berta Semmig (née le 16 mai 1867 à Orléans; † 28 juillet 1958 à Radebeul en Saxe) est une institutrice et une femme de lettres allemande.

## Biographie

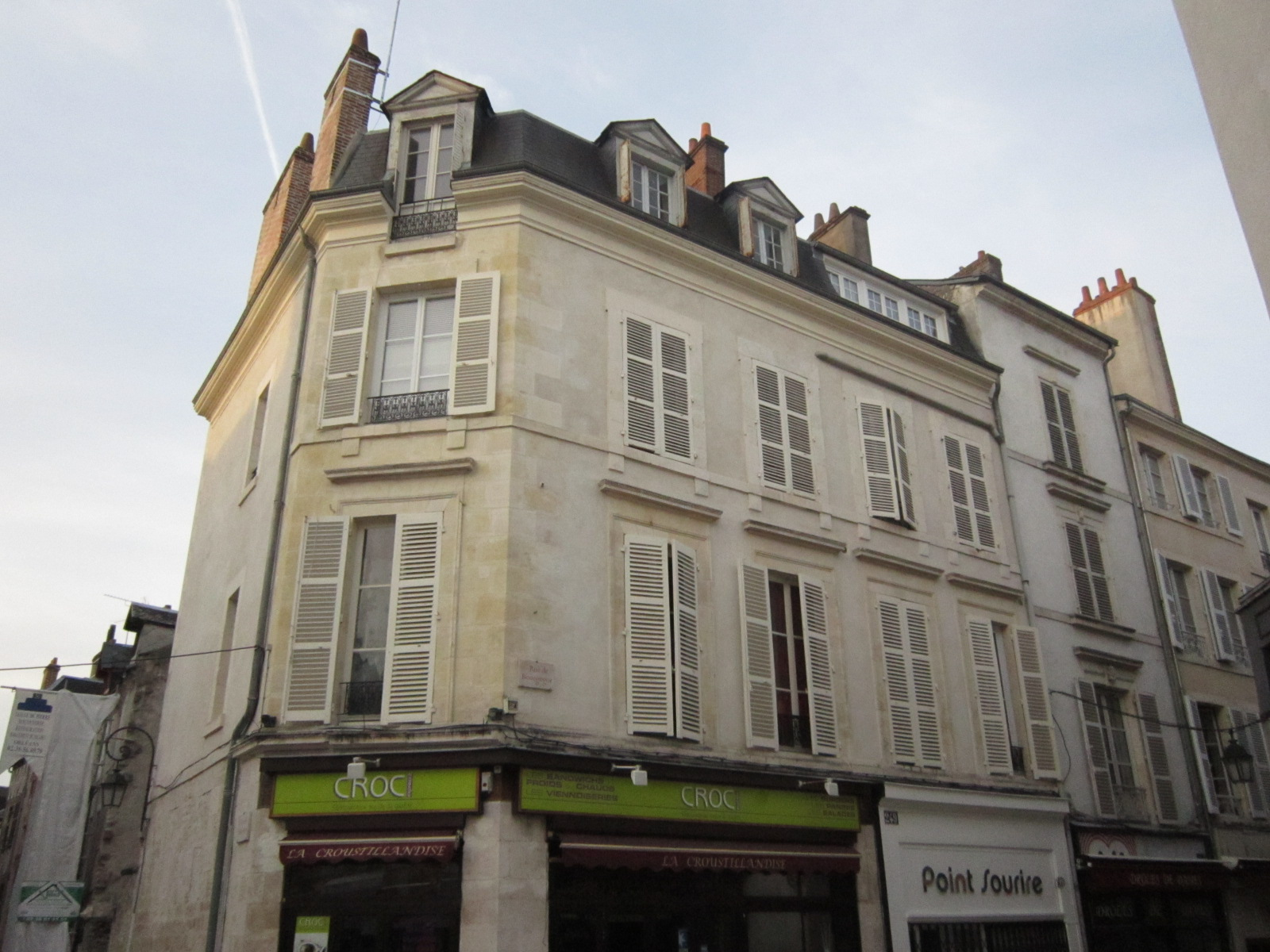
Maison natale à Orléans, angle rue de Bourgogne et rue de l'Empereur

Elle est née d'une mère française et d'un père allemand, professeur au lycée d'Orléans. Friedrich Hermann Semmig (1820–1897) avait trouvé refuge en France après avoir participé à la Révolution de 1848 à Leipzig. Mais en 1870, il retourna à Leipzig, emmenant avec lui sa famille.

Jeanne Berta fréquenta l'école d'institutrices de Callnberg et devint préceptrice chez les Von Minckwitz (1886-1890).
Elle obtint ensuite un poste dans une école de Dresde (1891-1930). 

De 1943 à 1944, elle présida la Literarischer Bund deutscher Frauen (alliance littéraire des femmes allemandes) qui fut dissoute par la Gestapo.

Son appartement ayant été détruit lors des bombardements de Dresde, elle dut se réfugier chez des amis et termina sa vie dans une maison de retraite à Radebeul.

De son père, elle avait hérité l'amour de la poésie et de Jeanne d'Arc. Son œuvre littéraire contient aussi des contes et des nouvelles.

Les archives de l'écrivain Hermann Hesse, à Berne, conservent 127 lettres qu'elle adressa à cet ami. 
En mars 1958, Jeanne Berta Semmig, la "femme de lettres allemande la plus âgée", reçut pour l'ensemble de son œuvre la médaille Clara Zetkin dans le cadre de la journée internationale de la femme.
Elle a été inhumée à Dresde dans le Urnenhain Tolkewitz.

## Œuvres
- Gedichte. 1897.
- Stadt der Erinnerung. 1905. (Contes sur la ville d'Orléans)
- Silhouetten. 1906
- Stark wie der Tod. 1908.
- Aber ging es leuchtend nieder.
- Die Wege eines Deutschen. 1921. (Biographie de son père, Friedrich Herman Semmig)
- Die Geschichte von der armen Isolde Weisshand und Herrn Tristan. 1924.
- Jeanne d'Arc. 1948.
- Louise Otto-Peters. Lebensbild einer deutschen Kämpferin. Union Verlag, Berlin 1957.
- Weg in den Abend. 1975.
- Aus acht Jahrzehnten. (Autobiographie).